# Prigoródnoie
Prigoródnoie - Пригородное (rus) - és un poble del krai de Krasnodar, a Rússia. Es troba a la vora dreta del riu Kirpili. És a 46 km al sud-est de Primorsko-Akhtarsk i a 86 km al nord-oest de Krasnodar.
Pertany a l'stanitsa de Priazóvskaia.